# OMMS-Región Europea
La Región Scout Europea es la oficina divisional de la oficina de la Organización Mundial del Movimiento Scout, establecida  en Ginebra, Suiza, con dos oficinas regionales: una en Bruselas, Bélgica, que se centra más en relaciones exteriores y sociedades; y otra en Belgrado, Serbia, que apoya las asociaciones scout nacionales en Europa suroriental.
La región europea scout abarca 40 organizaciones scout nacionales que son miembros de la organización mundial del movimiento scout, y los servicios de escultismo en Europa occidental y central, excepto las antiguas repúblicas soviéticas de Armenia, de Azerbaiyán, de Bielorrusia, de Georgia, de Moldavia, de Rusia, y de Ucrania, incluso de Chipre —aunque técnicamente, por razones culturales, no forma parte de Europa—, e Israel —por razones políticas—. 
El estado de los miembros de pleno derecho se lleva a cabo en el foro europeo de la juventud (YFJ) que funciona dentro del consejo de las áreas de la unión de Europa y del europeo y de trabajos de cerca con ambos estos cuerpos. 
Todos los estados antes comunistas de la central y de Europa Oriental y Unión Soviética han desarrollado o están desarrollando el escultismo en la estela del renacimiento en la región. Estos incluyen Albania, Bulgaria, Alemania del este, Hungría, Polonia, Rumania, y los estados del sucesor a Checoslovaquia, a Yugoslavia y a la independiente báltica de las naciones de la anterior Unión Soviética.
De éstos, Polonia, la república checa y Hungría han sido las más acertadas de regrowing sus movimientos del explorador y están muy bien desarrolladas, las gracias en parte a la existencia de los movimientos de Scouts-in-exilio por la diáspora de cada nación. Esta región es las contrapartes de la región de Europa de la asociación del mundo de las guías de la muchacha y la muchacha explora (WAGGGS). La región europea del explorador tiene conexiones fuertes a la región de Europa de WAGGGS. Mantuvo una oficina unida en Bruselas por algunos años y publicó un boletín de noticias mensual llamado Eurofax.

Jurisdicción de la Región Scout Europea; Andorra, no tiene Escultismo, aquellos lugares fuera de la región, están en gris.